# Melissa Soligo
Melissa Soligo (Trail, 7 febbraio 1969) è una giocatrice di curling canadese.

## Biografia
Partecipò ai XVI Giochi olimpici invernali edizione disputata a Albertville (Francia) nel 1992, riuscendo ad ottenere la terza posizione nella squadra canadese con le connazionali Jodie Sutton, Julie Sutton, Karri Wilms e Elaine Dagg-Jackson. 
Nell'edizione la nazionale tedesca si classificò prima, la norvegese seconda. La competizione ebbe lo status di sport dimostrativo.